# 盛世街道
盛世街道，是中华人民共和国吉林省长春市南关区下辖的一个乡镇级行政单位。2023年3月17日设立。管辖范围东起人民大街，西至永春河，南起金宇大路，北至蔚山路（南环城路）。行政区划代码为220102022。

## 行政区划
盛世街道下辖以下地区：
佳园、新里2个社区和光明1个行政村。